# Сукияки Вестерн Джанго
«Сукия́ки Ве́стерн Джа́нго» (яп. スキヤキ・ウエスタン ジャンゴ Sukiyaki Uesutan Jango) — постмодернистский фильм режиссёра Такаси Миикэ. Ремейк итальянского спагетти-вестерна Серджио Корбуччи «Джанго» и японской картины 1961 года «Телохранитель». Эклектичный сюжет сочетает в себе элементы вестерна и средневековой японской истории, используя мотивы шекспировского «Генриха VI» и японской «Повести о доме Тайра».
Сукияки — вид японской лапши. Фильм назван по аналогии с итальянскими спагетти-вестернами.
Саундтрек фильма включает композицию Django Wandering в исполнении Сабуро Китадзимы, являющуюся переводом на японский язык оригинальной музыкальной темы фильма «Джанго».
Премьера состоялась на Международном кинофестивале в Торонто.

## Сюжет
В небольшой городок, раздираемый золотой лихорадкой и враждой двух кланов (красных и белых), приезжает Стрелок. Волею судеб он оказывается последней надеждой оставшихся в живых невинных жителей городка, и, используя противоречия двух соперничающих кланов, пытается изменить ситуацию в свою пользу.

## В ролях
- Хидэаки Ито — стрелок
- Коити Сато — Тайра-но Киёмори
- Масанобу Андо — Насу-но Ёити
- Сюн Огури — Акира
- Масато Сакаи — Тайра-но Сигэмори
- Каори Момои — Рюрико
- Юсукэ Исэя — Минамото-но Ёсицунэ
- Рэндзи Исибаси — Мура
- Ёсино Кимура — Сидзука Годзэн
- Квентин Тарантино — Пиринго

## Восприятие
Фильм имеет рейтинг одобрения 57 % на Rotten Tomatoes на основе 53 обзоров со средней оценкой 5,7/10.
Кэм Линдси из Exclaim! отмечает: «„Сукияки Вестерн Джанго“ очень похож на настоящий вестерн, и в нём Миикэ демонстрирует своё мастерство работы над жанровым кино». Роман Волобуев оценил фильм в 3 балла, резюмируя «…как всегда с Миикэ, на полчаса изумления чужой крутизне приходится минимум час смертной скуки от затянувшейся шутки». По мнению автора Film.ru Ивана Куликова, «это не очередная постмодернисткая игра традициями и жанрами, это принципиально другое состояние реальности».